# 1904 dans les parcs de loisirs
| Années des parcs de loisirs : 1901 - 1902 - 1903 - 1904 - 1905 - 1906 - 1907    |
| Décennies des parcs de loisirs : 1870 - 1880 - 1890 - 1900 - 1910 - 1920 - 1930 |

## Les parcs d’attractions

### Ouverture
- Dreamland ( États-Unis)
- Electric Park à Plainfield ( États-Unis)
- Idora Park (en) ( États-Unis)
- Riverview Park ( États-Unis)

## Les attractions

### Montagnes russes
| Nom de l'attraction | Type                     | Constructeur                  | Parc              | Pays       |
| ------------------- | ------------------------ | ----------------------------- | ----------------- | ---------- |
| Figure Eight        | Montagnes russes en bois | Philadelphia Toboggan Company | Euclid Beach Park | États-Unis |
| Toboggan Slide      | Montagnes russes en bois | Philadelphia Toboggan Company | Elitch Gardens    | États-Unis |

### Autres attractions
| Nom              | Type/Modèle      | Constructeur             | Parc                           | Pays       |
| ---------------- | ---------------- | ------------------------ | ------------------------------ | ---------- |
| Dentzel Carousel | Carrousel        | Dentzel Carousel Company | Exposition universelle de 1904 | États-Unis |
| Sea Swing        | Chaises volantes | Traver Engineering       | Cedar Point                    | États-Unis |

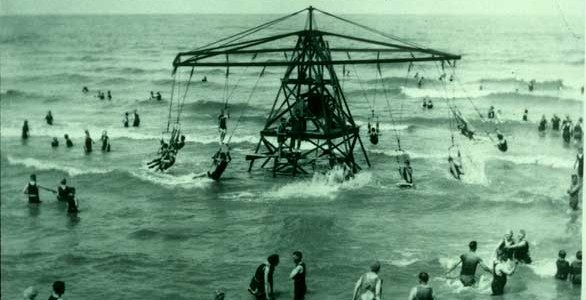
Sea Swing à Cedar Point